# Ulises Montoya Manfredi
Ulises Montoya Manfredi (Chincha, 15 de setiembre de 1909-Lima, 7 de junio de 1994) fue un abogado, jurista, magistrado y político peruano. Fue ministro de Justicia y Culto de 1958 a 1959 y ministro interino de Educación Pública, así como presidente del Jurado Nacional de Elecciones entre 1975 y 1980. Ejerció también la docencia en la Universidad de San Marcos, dictando las cátedras de Derecho Comercial, Derecho Procesal Civil y Derecho del Trabajo. Fue vicerrector en dicha universidad y ejerció el rectorado interino en varias ocasiones. Escribió una obra sobre Derecho Comercial, en dos tomos, que se ha convertido en referente de la materia en su país.

## Biografía
Hijo de Ulises Montoya Aguirre y Catalina Manfredi. Su padre fue un abogado, juez y doctor en Jurisprudencia, nacido en Arequipa.
Curso su educación primaria en el Colegio Nacional Pardo de su ciudad natal, y la secundaria en el Colegio San Agustín de Lima. Ingresó luego a la Universidad Nacional Mayor de San Marcos, donde, además de recibirse de abogado, se graduó de bachiller de Filosofía, Historia y Letras, de bachiller en Jurisprudencia, y de doctor en Derecho.
Efectuó parte de sus prácticas profesionales en el estudio del doctor José Matías Manzanilla. Se dedicó a su profesión de abogado, conformando un Estudio Jurídico con el doctor José León Barandiarán. En 1958 fue nombrado decano del Colegio de Abogados de Lima. Como delegado de esta entidad asistió a diversas conferencias internacionales.
Ejerció la docencia en la Universidad de San Marcos, como profesor titular de la cátedra de Derecho Comercial, así como la de Derecho Procesal Civil y Derecho del Trabajo. En 1966 fue nombrado vicerrector de dicha Universidad, y en tal calidad, ejerció el rectorado interino en diversas ocasiones. En 1967 fue electo decano de la Facultad de Derecho y Ciencias Políticas, que ejerció hasta 1970.
Empezó a trabajar en el sector público en 1948, durante el gobierno de José Luis Bustamante y Rivero, cuando fue nombrado titular de la Dirección General de Trabajo, que por entonces dependía del ministerio de Justicia y Culto.
El 9 de junio de 1958, ya bajo el segundo gobierno de Manuel Prado Ugarteche, fue nombrado y juramentado como ministro de Justicia y Culto, formando parte del gabinete ministerial presidido por Luis Gallo Porras. Por unos días del mes de octubre de 1958 ejerció interinamente el cargo de ministro de Educación Pública, por renuncia de su titular Jorge Basadre, antes de dar pase al nuevo ministro, Emilio Romero Padilla.
En 1962 fue nombrado fiscal suplente de la Corte Suprema del Perú. Entre 1970 y 1975 fue presidente del Consejo Nacional de Justicia. Entre 1975 y 1980 ejerció la presidencia del Jurado Nacional de Elecciones, y en tal calidad, tuvo a su cargo la realización de las elecciones de los miembros de la Asamblea Constituyente de 1978. En 1985 asumió como miembro del Consejo Consultivo de Ministerio de Justicia.
Murió el 7 de junio de 1994, en San Isidro, a la edad de 84 años.

## Publicaciones
Se mencionan solo sus obras más importantes:
- Sociedades anónimas
- Comentarios a la Ley de Sociedades Mercantiles
- De los títulos valores en general. Reglas básicas
- El Derecho, la Radio, la Radiodifusión y la Televisión
- Comentarios a la Ley de Títulos Valores
- Manual de Sociedades Mercantiles
- El Derecho Comercial en la integración económica de América Latina
- Responsabilidad de los directores de las sociedades anónimas: estudio de derecho comparado
- Derecho Comercial, en dos tomos, obra que ha tenido varias ediciones.[8]

## Premios y condecoraciones
- Orden El Sol del Perú en el grado de Gran Cruz[2]
- Premio Nacional de Fomento a la Cultura “Francisco García Calderón” (1962)[2]